# 投14線
投14線 富寮－坪頂，是位於南投縣的一條鄉道，起點位於南投縣草屯鎮富寮，終點於南投縣草屯鎮坪頂，全長6.500公里。1966年此路首次列入鄉道系統，並保持相同編號與路線至今。

## 路線說明
南投縣
- 草屯鎮：富寮0.0k（起點，中正路 台14線岔路）→ 富頂路一段 → 水尾仔0.5k → 磚子窯1.2k → 匏仔寮2.3k（農路農投草021岔路[3]）→ 股坑巷 → 牛角坑口3.0k（農路農投草020岔路[4]）→ 風水坪3.2k→ 圳寮坑4.1k → 七股5.5k → 坪頂6.5k（終點， 投17線（坪頂路）岔路）

## 交會公路
- 台14線
- 投17線

## 沿線地標
- 坪頂神木
- 風水坪戶外地理教室
- 5.5k處有一觀景涼亭

目前遺留一塊里程碑，位於6.5k里程牌之前10公尺處。